# La Trinidad (Benguet)
Pour les articles homonymes, voir Trinidad.
La Trinidad est une ville de 1re classe, capitale de la province de Benguet aux Philippines. Selon le recensement de 2010 elle est peuplée de 107 188 habitants.

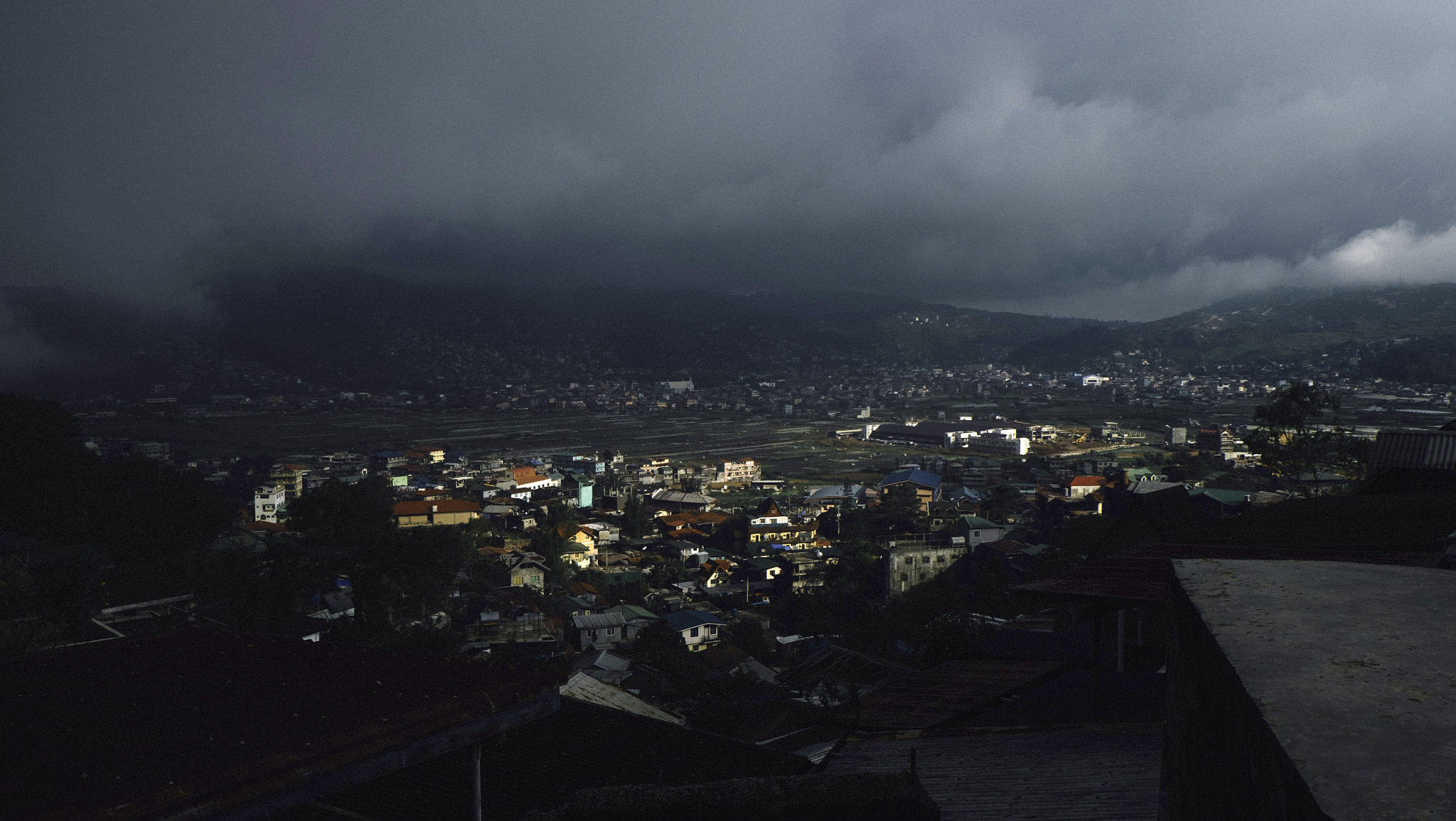
La Trinidad vue de Windy Hill

## Barangays
La Trinidad est divisée en 16 barangays.
- Alapang
- Alno
- Ambiong
- Bahong
- Balili
- Beckel
- Bineng
- Betag
- Cruz
- Lubas
- Pico
- Poblacion
- Puguis
- Shilan
- Tawang
- Wangal

## Démographie
| Année | Habitants | Évolution |
| ----- | --------- | --------- |
| 1995  | 63 089    | -         |
| 2000  | 67 963    | 7,73 %    |
| 2007  | 97 810    | 43,92 %   |
| 2010  | 107 188   | 9,59 %    |